# John D. Sloat
John Drake Sloat (6 de julio de 1781-28 de noviembre de 1867) fue un marino estadounidense que reclamó California para los Estados Unidos e intervino en la disputa entre México y Estados Unidos por California.

## Biografía
Sloat nació el 6 de julio de 1781 en Sloatsburg, en el Condado de Rockland (Estado de Nueva York), tenía ascendencia holandesa. El padre de Sloat fue muerto por un soldado británico dos meses antes de que él naciera y su madre murió pocos años después, por eso Sloat fue criado por sus abuelos maternos.
En el año 1800 Sloat era guardiamarina designado de la Armada de los Estados Unidos (Marina de Guerra). Se convirtió en maestre de la fragata USS United States (en servicio desde 1797) bajo el mando del comodoro Stephen Decatur. En esa asignación participó en la Guerra anglo-estadounidense de 1812, siendo promovido a teniente por la valentía que demostró en la captura de la fragata británica HMS Macedonian.
Después Sloat serviría sucesivamente en los buques USS Grampus, USS Franklin, USS Washington y USS St. Louis; durante su servicio en esos buques participó en la persecución y represión de piratas y traficantes de esclavos en el Mar Caribe y en el Mar Mediterráneo. Estando al mando de la goleta USS Grampus, Sloat, y actuando conjuntamente con dos pequeñas embarcaciones de la Armada Española, atacó al legendario pirata puertorriqueño Roberto Cofresí el 2 de marzo de 1825. Luego de una batalla de cuarenta y cinco minutos Sloat y sus aliados españoles derrotaron al capitán Cofresí. El barco del pirata, El Mosquito, fue capturado después de haber sido gravemente dañado, y Cofresí fue hecho prisionero, aunque que nadó hacia la costa en un vano intento de salvarse. Cofresí sería posteriormente ajusticiado por las autoridades españolas de Puerto Rico.
En 1826 Sloat fue ascendido a maestro comandante (un antiguo rango de la Armada estadounidense que en 1838 fue reducido a "comandante", equivalente a capitán de fragata) y en 1828 se le asignó el mando de la balandra de guerra USS St. Louis. En 1837 fue ascendido a capitán de la Armada de los Estados Unidos (rango equivalente a capitán de navío en otras fuerzas navales del mundo). Entre 1840 y 1844 estuvo al mando del Astillero Naval de Portsmouth.
En 1844 Sloat, que ya tenía el rango de comodoro, fue nombrado comandante del Escuadrón del Pacífico, un grupo naval de la Armada de Estados Unidos encargado del área del Océano Pacífico.

## Guerra mexicano-estadounidense
Debido a las tensiones entre México y Estados Unidos, Sloat había recibido instrucciones del Gobierno estadounidense de que, en caso de que estallara la guerra, debía apresurarse a ocupar la entonces provincia mexicana de la Alta California, ya que también los británicos podían ocupar la región. Cuando Sloat, mientras se encontraba con sus barcos en la ciudad mexicana de Mazatlán, recibió noticias de enfrentamientos en Texas y de una rebelión en California, inmediatamente se dirigió a las costas californianas.
El 7 de julio de 1846 Sloat desembarcó en la ciudad californiana de Monterrey, y luego de una escaramuza entre las tropas de Infantería de Marina bajo su mando y las fuerzas mexicanas (la batalla de Monterrey), ocupó la ciudad e izó la bandera de Estados Unidos en el edificio de la Aduana de Monterrey. Sloat reclamó California para los Estados Unidos y publicó una proclama dirigida a los californianos en la que declaraba formalmente la anexión de California a Estados Unidos. Sloat fue designado por el presidente James K. Polk «Gobernador Militar de California», el primero de los gobernadores militares estadounidenses que tendría California antes de la designación de autoridades civiles por el gobierno estadounidense. Dos días más tarde, el 9 de julio, una fuerza de desembarco enviada por Sloat y bajo el mando del capitán John B. Montgomery ocupó la ciudad de Yerba Buena, actual San Francisco.
Ya antes de la llegada de Sloat, los residentes estadounidenses de California se habían rebelado contra el gobierno mexicano y en la ciudad de Sonoma habían proclamado la independencia de California de México para formar la República de California; pero como en realidad los rebeldes californianos lo que querían era la anexión a los Estados Unidos, cuando se enteraron de la llegada de Sloat y de su proclama de anexión, procedieron a disolver su supuesta república independiente y soberana e izaron la bandera estadounidense. El mayor John C. Frémont, comandante de las fuerzas rebeldes californianas y de una pequeña tropa del Ejército de los Estados Unidos que había ingresado hacía meses en el territorio californiano, se dirigió a Monterrey para ponerse a las órdenes del Gobernador Sloat. Pero Sloat rechazó trabajar con Frémont cuando éste no pudo mostrarle ninguna orden escrita que pudiera avalar que había actuado siguiendo instrucciones del gobierno estadounidense.

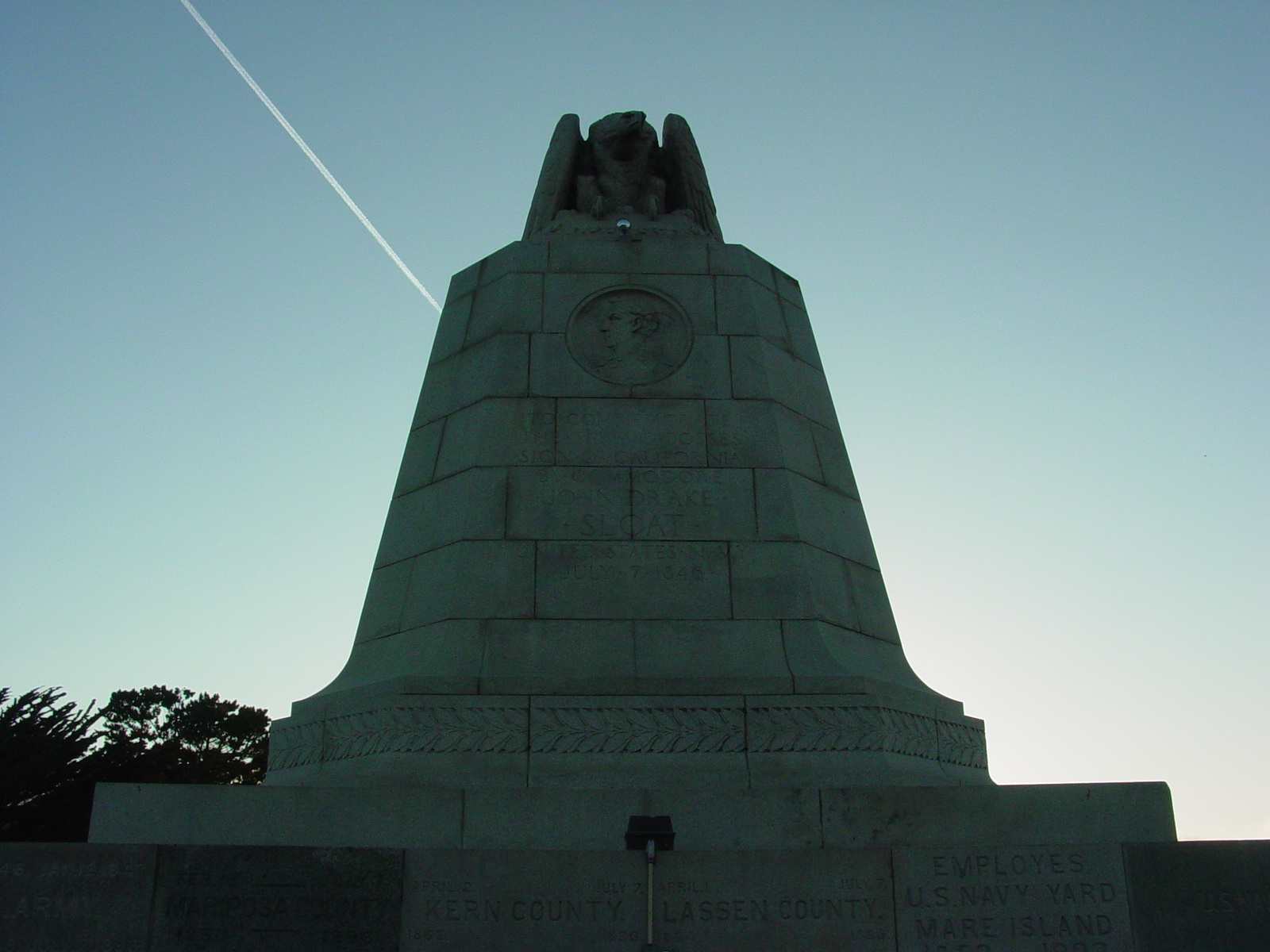
Monumento conmemorativo a John D. Sloat

De todas maneras, la permanencia de Sloat en California fue breve, ya que el 23 de julio de 1846 llegó a Monterrey el comodoro Robert F. Stockton, quien venía a reemplazarlo en los cargos de comandante del Escuadrón del Pacífico y Gobernador Militar de California. Sería Stockton, con la ayuda de Frémont, quien seguiría adelante con la conquista de California iniciada por Sloat.
Posteriormente, Sloat debió prestar servicio en tierra debido al estado de su salud; aun así, hizo una gran labor al ayudar a planear la construcción de Mare Island Naval Shipyard, el primer astillero naval de la Armada de los Estados Unidos en la costa del Océano Pacífico, ubicado en Vallejo (California) e inaugurado en 1854.
En 1866 Sloat se retiró del servicio activo con el rango de contraalmirante. Al año siguiente, el 28 de noviembre de 1867, murió en New Brighton (Staten Island), en la ciudad de Nueva York.
- Datos: Q634931
- Multimedia: John D. Sloat / Q634931